# 比胡埃斯卡
比胡埃斯卡，是西班牙阿拉贡自治区萨拉戈萨省的一个市镇。 总面积57平方公里，总人口133人（2001年），人口密度2人/平方公里。